# Paktoxotus pallidus
Paktoxotus pallidus là một loài bọ cánh cứng trong họ Cerambycidae.